# 小行星9020
小行星9020（9020 Eucryphia）是一颗绕太阳运转的小行星，为主小行星带小行星。该小行星于1987年9月发现。

## 轨道参数
小行星9020的轨道半长轴为2.5660755 UA，离心率为0.17。